# Chanson catalane (Holmès)
Pour les articles homonymes, voir Chanson catalane.
La Chanson catalane est une mélodie d'Augusta Holmès composée en 1886.

## Composition
Augusta Holmès compose sa Chanson catalane en 1886 sur un texte d'Emmanuel des Essarts. L'œuvre, en si  majeur, est dédiée à Thérèse Panchioni. Elle est publiée aux éditions Léon Grus.